# Pasmo Łososińskie

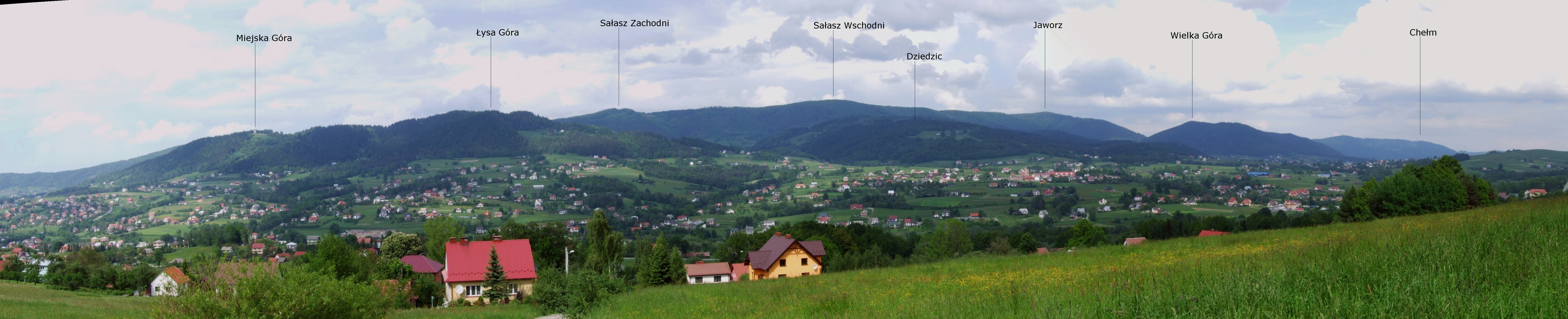
Widok na Pasmo Łososińskie z Jabłońca

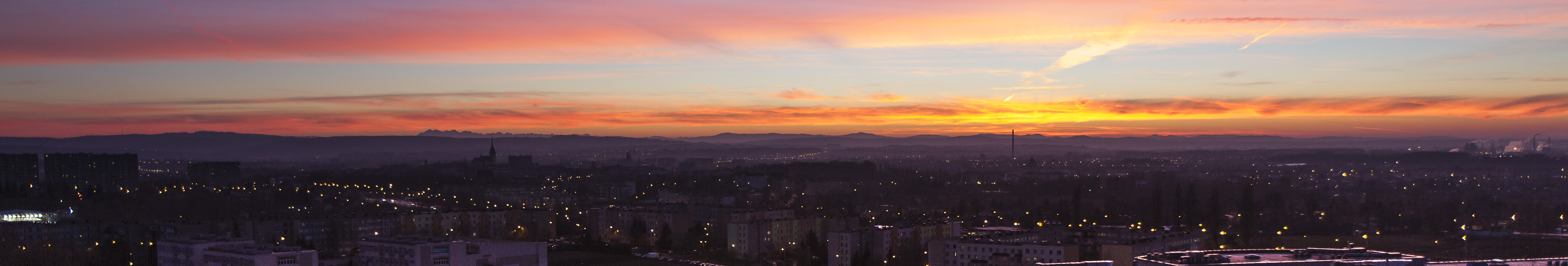
W oddali, na środku widoczne Pasmo Łososińskie (z Tarnowa)

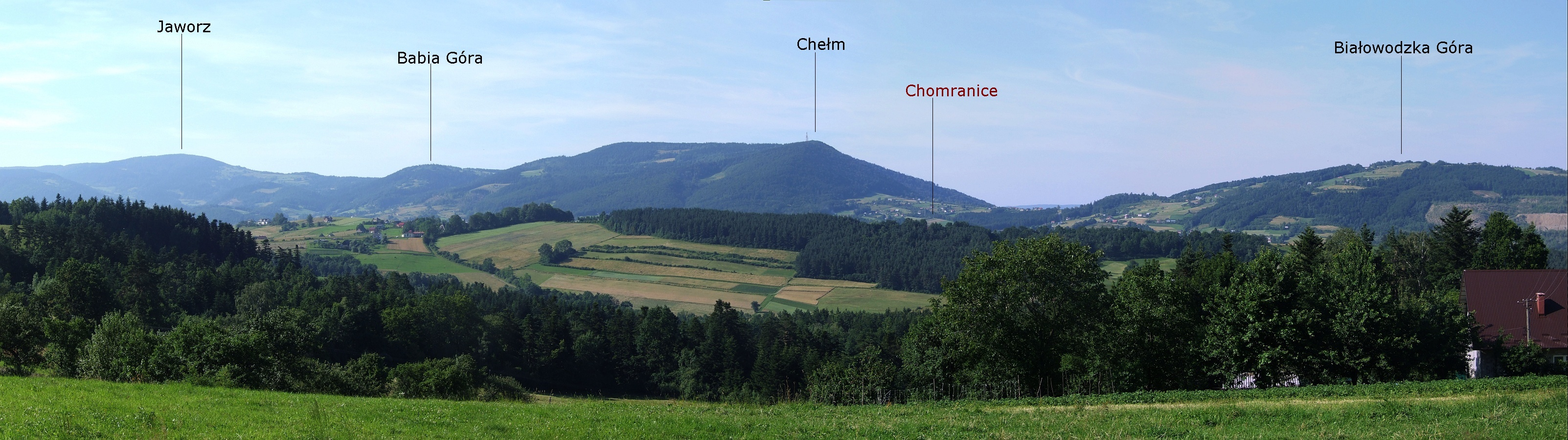
Wschodnia część pasma. Widok z Kaniny

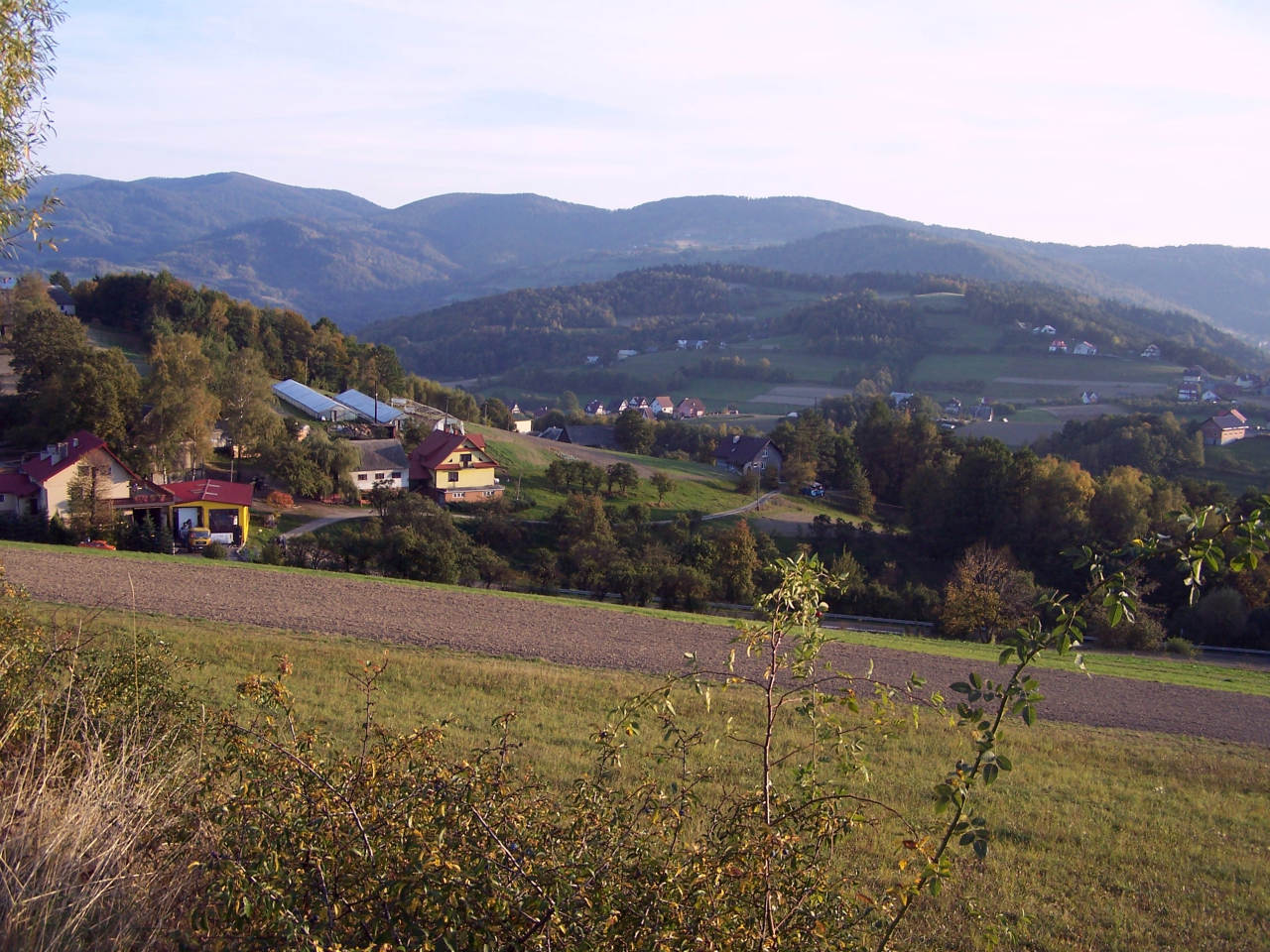
Fragment Pasma Łososińskiego – widok od strony północnej

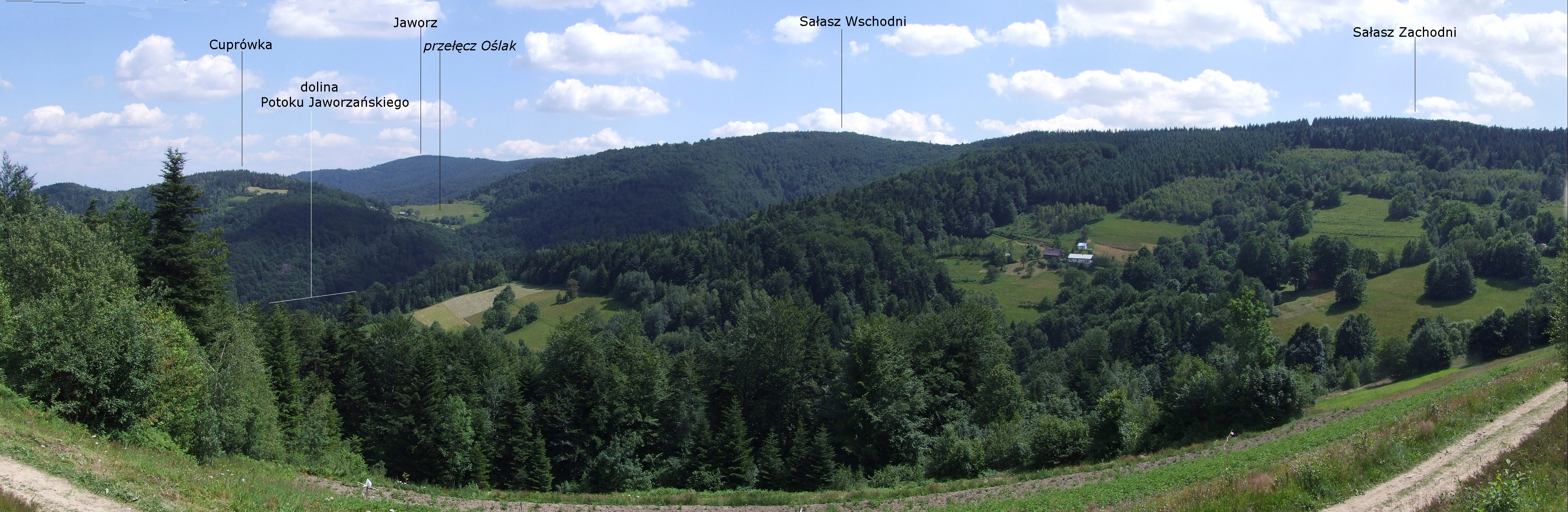
Pasmo Łososińskie, widok z Korabia

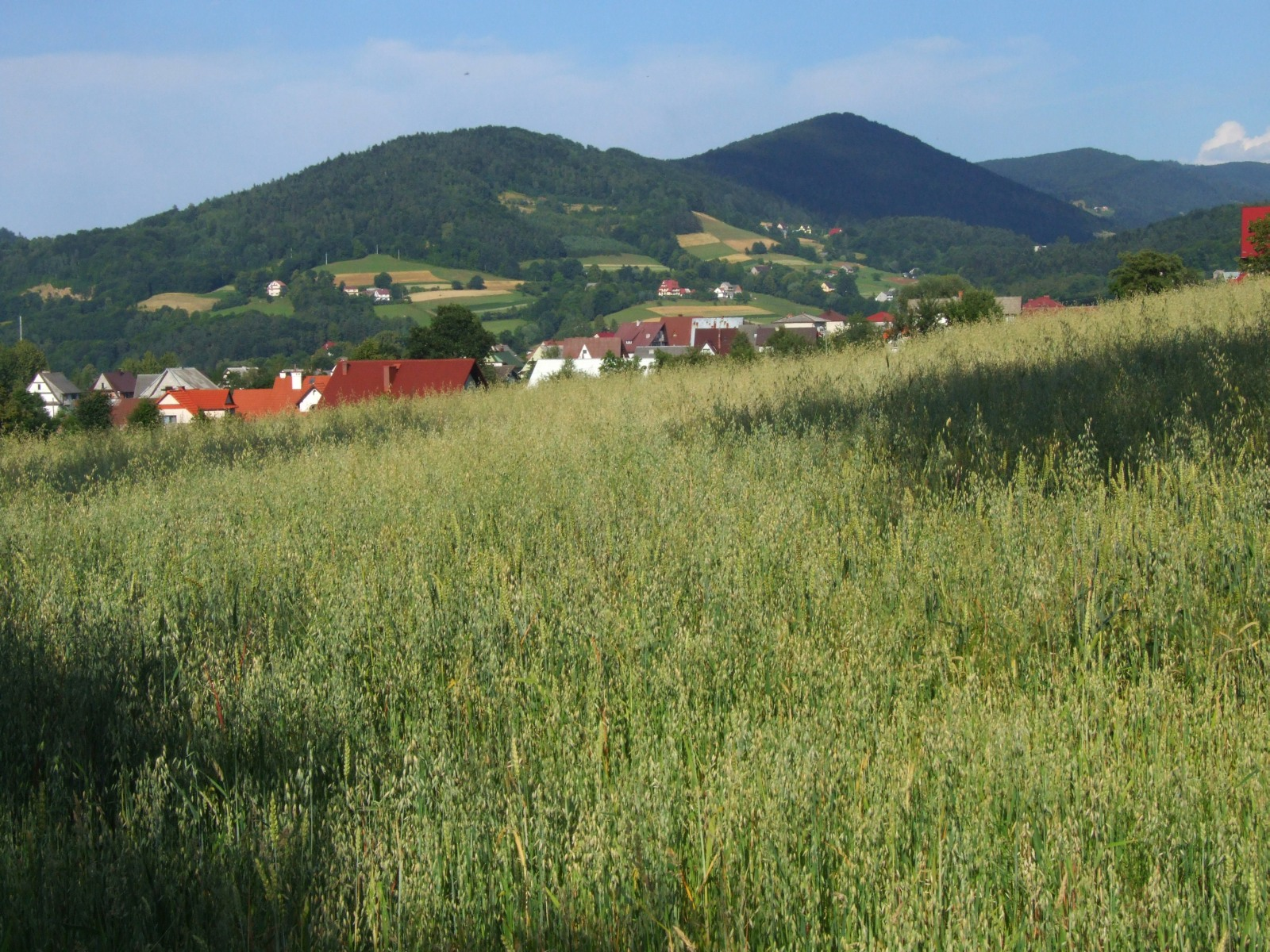
Pasmo Łososińskie, widok z południowo-zachodniej strony

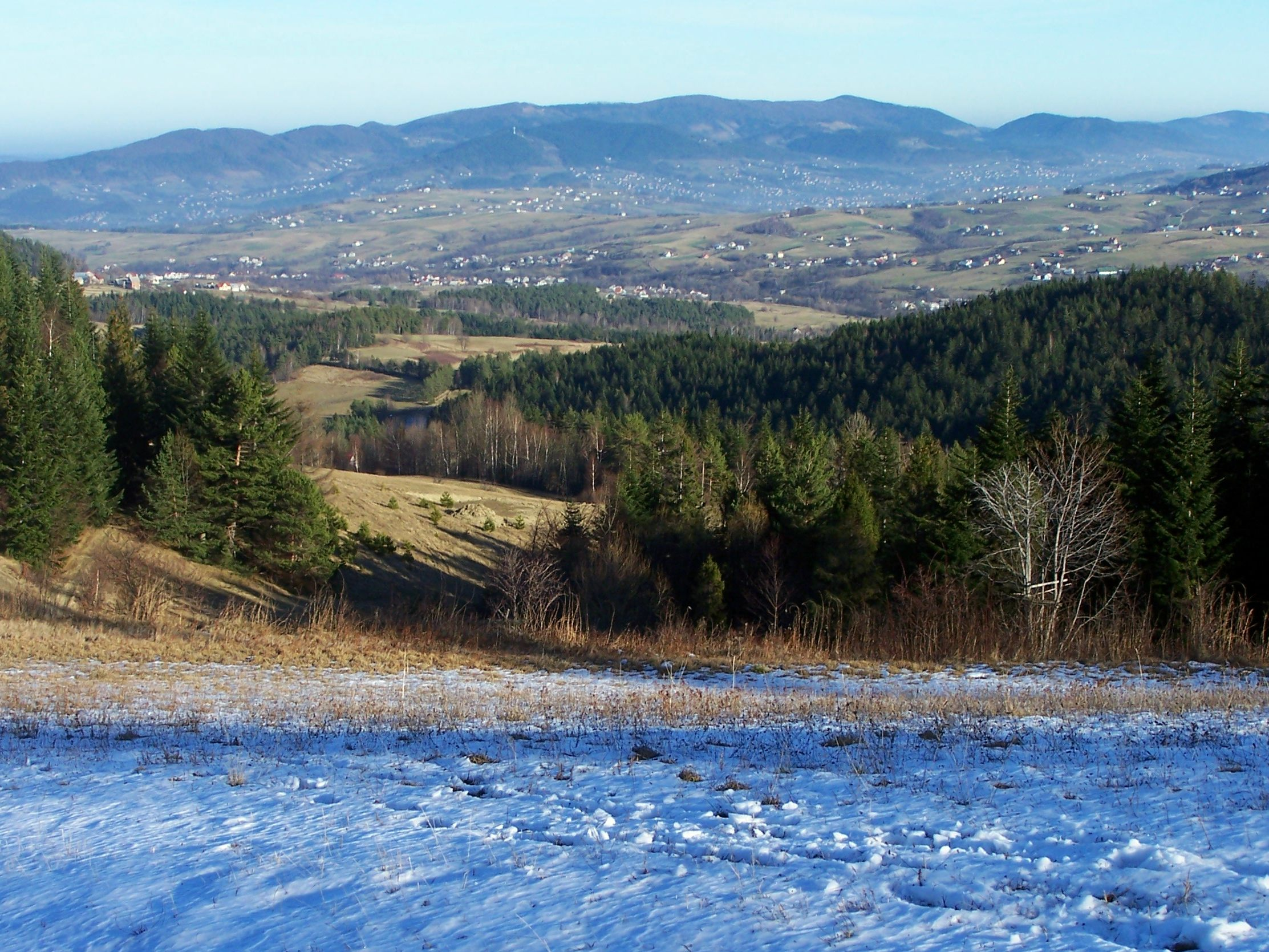
Pasmo Łososińskie, widok z Chyszówek

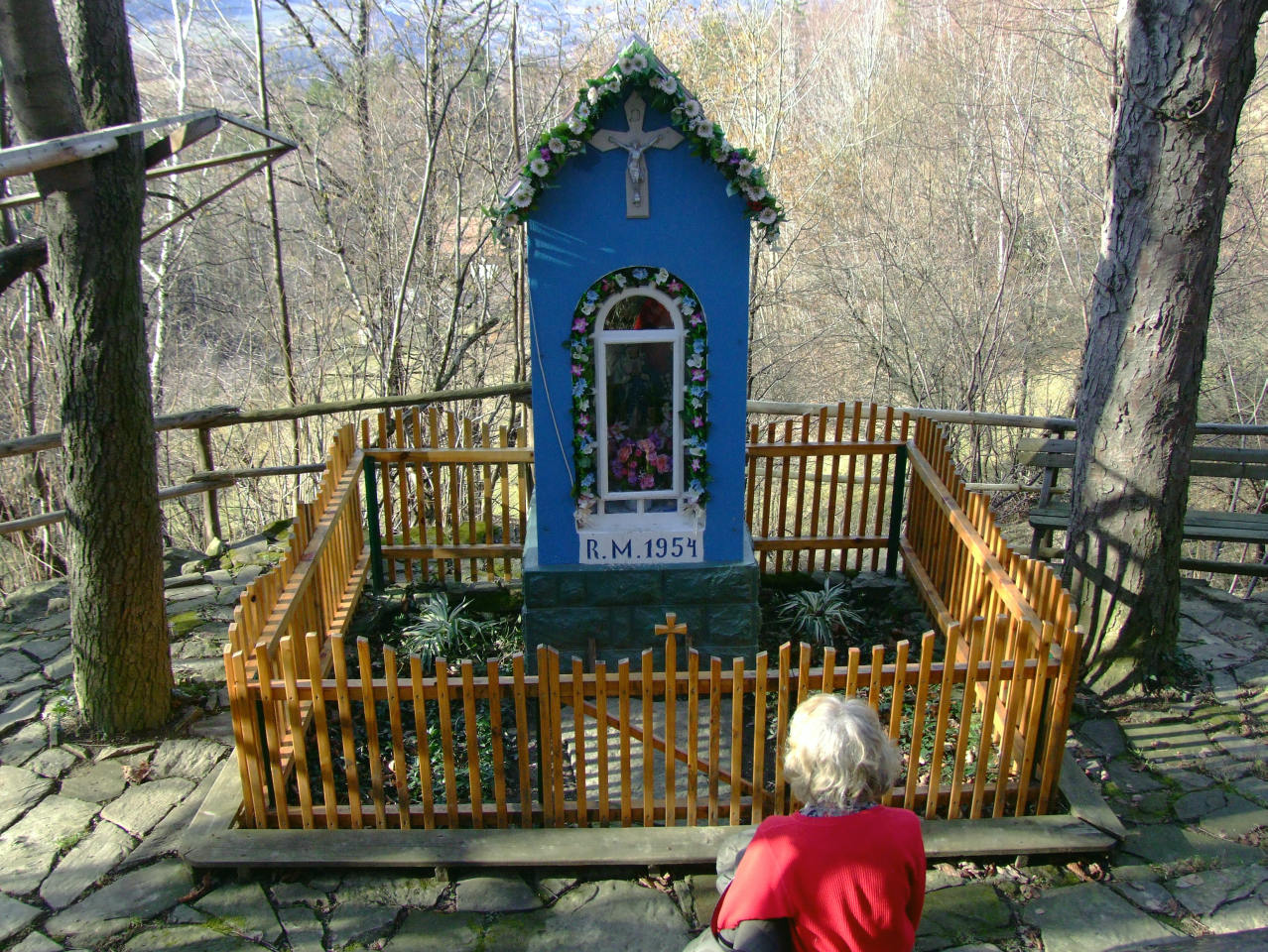
Kapliczka na północnych zboczach Sałasza

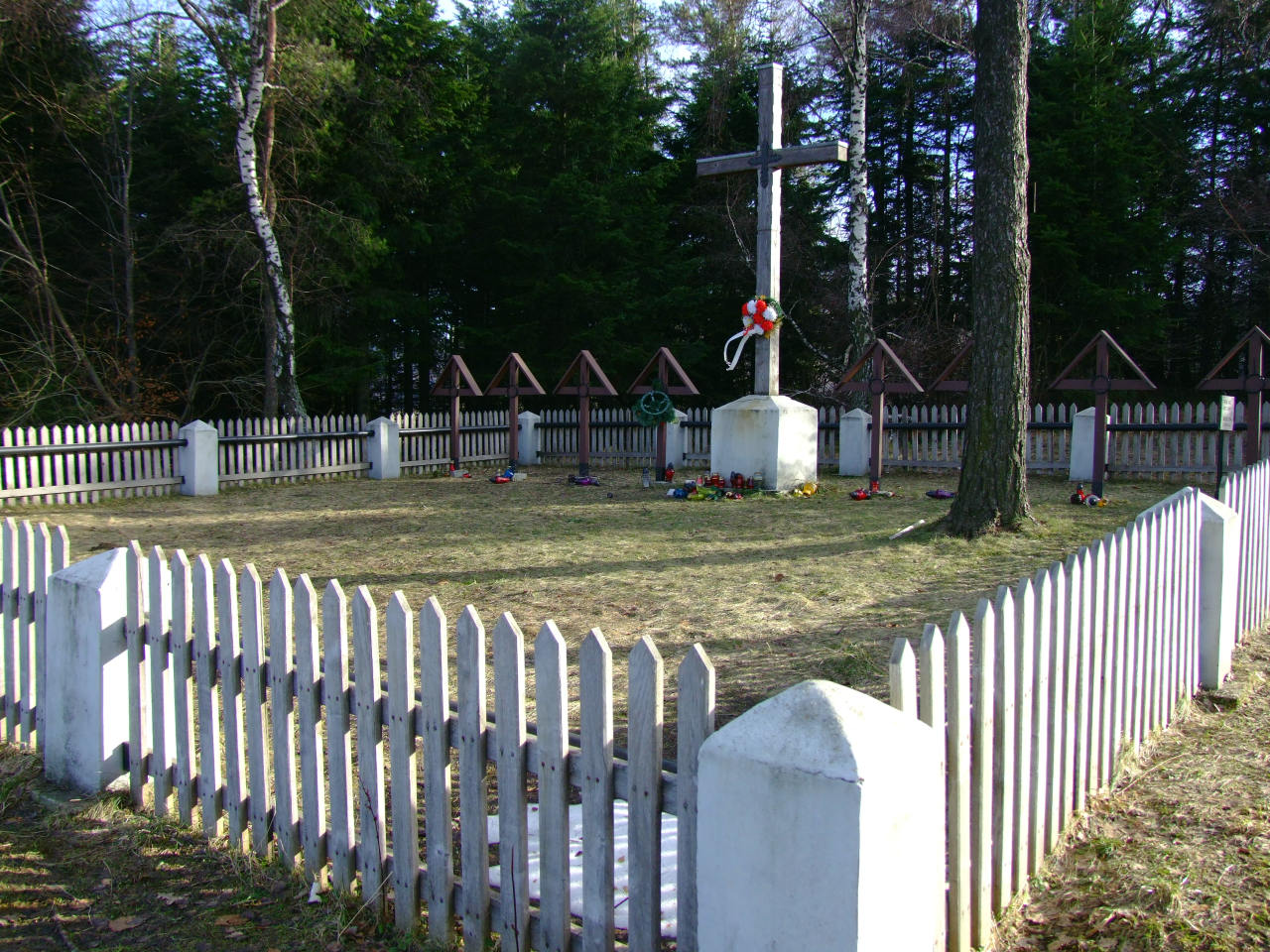
Cmentarz na Korabiu

Pasmo Łososińskie – pasmo górskie w Beskidzie Wyspowym o przebiegu równoleżnikowym, rozciągające się między Łososiną Górną koło Limanowej a Jeziorem Rożnowskim.

## Topografia
Długość całego pasma wynosi ok. 20 km. Od północy ograniczone jest ono rzeką Łososiną, od południa potokami Sowlinka, Mordarka i Smolnik. Najwyższy szczyt – Jaworz (921 m n.p.m.). Pasmo Łososińskie składa się z dwóch, dość wyraźnie od siebie oddzielonych dolinami potoków części – niższej południowej i wyższej północnej. Główny grzbiet części północnej swoim wyglądem różni się znacząco od większości szczytów Beskidu Wyspowego, zwykle oddzielonych od siebie głębokimi przełęczami. Grzbiet główny Pasma Łososińskiego tworzy bowiem długi, ciągły wał i jest niemal płaski, a poszczególne szczyty niewiele tylko wznoszą się ponad jego poziom. Od grzbietu tego w północnym kierunku, do doliny Łososiny, odchodzą krótkie grzbiety boczne, pomiędzy którymi spływają potoki. W kierunku od zachodu na wschód są to: Wiktorów, Korab, Cuprówka, Goła Góra.

## Szczyty i przełęcze
Grupa północna. Kolejność szczytów w kierunku od zachodu na wschód:
- Dzielec (628 m). W północnym kierunku odchodzi od niego krótki boczny grzbiet Wiktorów.
- Groń (742 m)
- Sarczyn
- Przełęcz pod Sałaszem (670 m)
- Sałasz Zachodni, Sałasz Mały (868 m). Po jego północnej stronie znajduje się boczny grzbiet Korab (727 m)
- Sałasz Wschodni (909 m). Po jego północnej stronie znajduje się boczny grzbiet Cuprówka (753 m) oddzielony przełęczą Oślak
- Jaworz (918 m)[2]. Po jego północnej stronie odchodzi boczny grzbiet Gołej Góry
- Jaworze (730 m)
- Babia Góra (727 m). W północno-wschodnim kierunku odchodzi od niej boczny grzbiet do Dzwonnicy
- Chełm (793 m)
- Białowoda (Białowodzka Góra, 616 m)

Grupa południowa. Kolejność szczytów w kierunku od zachodu na wschód
- Miejska Góra (716 m)
- Łysa Góra (785 m)
- Luboń (Dziedzic, 763 m)
- Wielka Góra (752 m)
- Markowska (495 m)

## Przyroda
Szczyty porośnięte są lasami bukowymi i jodłowymi. Występują także grądy, a w dolnej części, na obrzeżach lasy brzozowe. W niektórych miejscach pola uprawne, polany i zabudowania podchodzą wysoko na grzbiet pasma, z miejsc tych roztaczają się bardzo rozległe widoki. Z rzadszych gatunków zwierząt występują m.in.: bocian czarny, kobuz, paź żeglarz, rusałka żałobnik, z roślin zaś wawrzynek wilczełyko, śnieżyczka przebiśnieg, ciemiężyca zielona, dziewięćsił bezłodygowy, niektóre gatunki goryczek i storczykowatych.

## Turystyka
Wiele atrakcji turystycznych. Na wierzchołku Miejskiej Góry (716 m n.p.m.) nad Limanową znajduje się wysoki betonowo-metalowy krzyż (37 m wys.), spod którego roztacza się bardzo rozległa panorama widokowa. Na północno-wschodnich stokach Jaworza jest niewielka Jaskinia w Jaworzu. Z większych grzbietowych polan warto wymienić Polanę Stoły i polanę Pod Jaworzem, na której znajduje się wieża widokowa. Po północnej stronie Sałasza Zachodniego, na Korabiu cmentarz wojenny z I wojny światowej (Cmentarz wojenny nr 359 – Jaworzna). Występuje także obszar chroniony – rezerwat przyrody na Białowodzkiej Górze. W paśmie we wsi Jaworzna leżącej na północnych stokach Sałasza Wschodniego i Zachodniego znajduje się jedyne całoroczne schronisko młodzieżowe PTSM w budynku szkoły podstawowej. Południowymi zboczami przebiega nieczynna już linia kolejowa nr 104 Nowy Sącz–Chabówka (Galicyjska Kolej Transwersalna).

## Szlaki turystyki pieszej
– niebieski z Limanowej przez Łysą Górę, Sałasz, Jaworz i Babią Górę do Jeziora Rożnowskiego
 – czarny z Laskowej na Sałasz Zachodni
 – zielony z Łososiny Górnej przez przełęcz pod Sałaszem i Sałasz Zachodni do Pisarzowej
 – żółty z Pisarzowej na Sałasz Wschodni